# Sergi Belbel
Sergi Belbel (Terrassa, 1963) é considerado um dos autores e diretores mais importantes do teatro contemporâneo catalão.
Licenciado em filologia românica e francesa pela Universidade Autônoma de Barcelona, atualmente é diretor do Teatro Nacional da Catalunha e professor de dramaturgia do Instituto de Teatro de Barcelona.

## Como autor e tradutor
Autor, diretor e tradutor, o catalão tem mais de quinze obras escritas, entre as quais se destacam: “Minim”; “Mal Show”; “Elsa Schneider”; “Talem”; “Carícias” e “Depois da Chuva”. Alguns desses, traduzidos encenados em mais de 30 países.

## Como diretor
Além de escrever, também é diretor de algumas de suas peças e de obras de autores tão díspares como: Perec; Sanchis Sinistierra; Beckett; Benett i Jornet; Mamet; Calderón; Koltès e Eduardo De Filippo. Traduziu, entre outros, Racine, Perec, Koltès, Goldoni, Neil Simon e De Filippo.
Colaborou no roteiro cinematográfico de duas de suas obras: Carícias (1997) e Morrer (1999), ambas dirigidas por Ventura Pons.

## Premiações
Seus textos de teatro já receberam diversos prêmios, entre eles, o Prêmio Marqués de Bradomín, com “Calidoscópios”, sua primeira obra (1985); Ignasi Iglesias, com “Elsa Schneider” (1987); Ojo Crítico do Radio Nacional da Espanha (1992); Prêmio Nacional de Literatura dramática da comunidade Catalunha, com “Depois da Chuva” (1993 e 95); Serra em d'Or e o Prêmio Borne, com “Morrer” (1994), pela qual também recebeu o Prêmio Nacional de Cátedra Dramática (1996); o Prêmio Nacional de Literatura Dramática do Ministério da Cultura Espanhol (1996); e o Molière (1999).